# Tourisme au Brésil
 (mai 2021).
La mise en forme du texte ne suit pas les recommandations de Wikipédia : il faut le « wikifier ».
Les points d'amélioration suivants sont les cas les plus fréquents :
- Les titres sont pré-formatés par le logiciel. Ils ne sont ni en capitales, ni en gras.
- Le texte ne doit pas être écrit en capitales (les noms de famille non plus), ni en gras, ni en italique, ni en « petit »…
- Le gras n'est utilisé que pour surligner le titre de l'article dans l'introduction, une seule fois.
- L'italique est rarement utilisé : mots en langue étrangère, titres d'œuvres, noms de bateaux, etc.
- Les citations ne sont pas en italique mais en corps de texte normal. Elles sont entourées par des guillemets français : « et ».
- Les listes à puces sont à éviter, des paragraphes rédigés étant largement préférés. Les tableaux sont à réserver à la présentation de données structurées (résultats, etc.).
- Les appels de note de bas de page (petits chiffres en exposant, introduits par l'outil «  Source ») sont à placer entre la fin de phrase et le point final[comme ça].
- Les liens internes (vers d'autres articles de Wikipédia) sont à choisir avec parcimonie. Créez des liens vers des articles approfondissant le sujet. Les termes génériques sans rapport avec le sujet sont à éviter, ainsi que les répétitions de liens vers un même terme.
- Les liens externes sont à placer uniquement dans une section « Liens externes », à la fin de l'article. Ces liens sont à choisir avec parcimonie suivant les règles définies. Si un lien sert de source à l'article, son insertion dans le texte est à faire par les notes de bas de page.
- La présentation des références doit suivre les conventions bibliographiques. Il est recommandé d'utiliser les modèles {{Ouvrage}}, {{Chapitre}}, {{Article}}, {{Lien web}} et/ou {{Bibliographie}}. Le mode d'édition visuel peut mettre en forme automatiquement les références.
- Insérer une infobox (cadre d'informations à droite) n'est pas obligatoire pour parachever la mise en page.

Pour une aide détaillée, merci de consulter Aide:Wikification.
Si vous pensez que ces points ont été résolus, vous pouvez retirer ce bandeau et améliorer la mise en forme d'un autre article.
 (mai 2021).
Le contenu est difficilement compréhensible vu les erreurs de traduction, qui sont peut-être dues à l'utilisation d'un logiciel de traduction automatique.

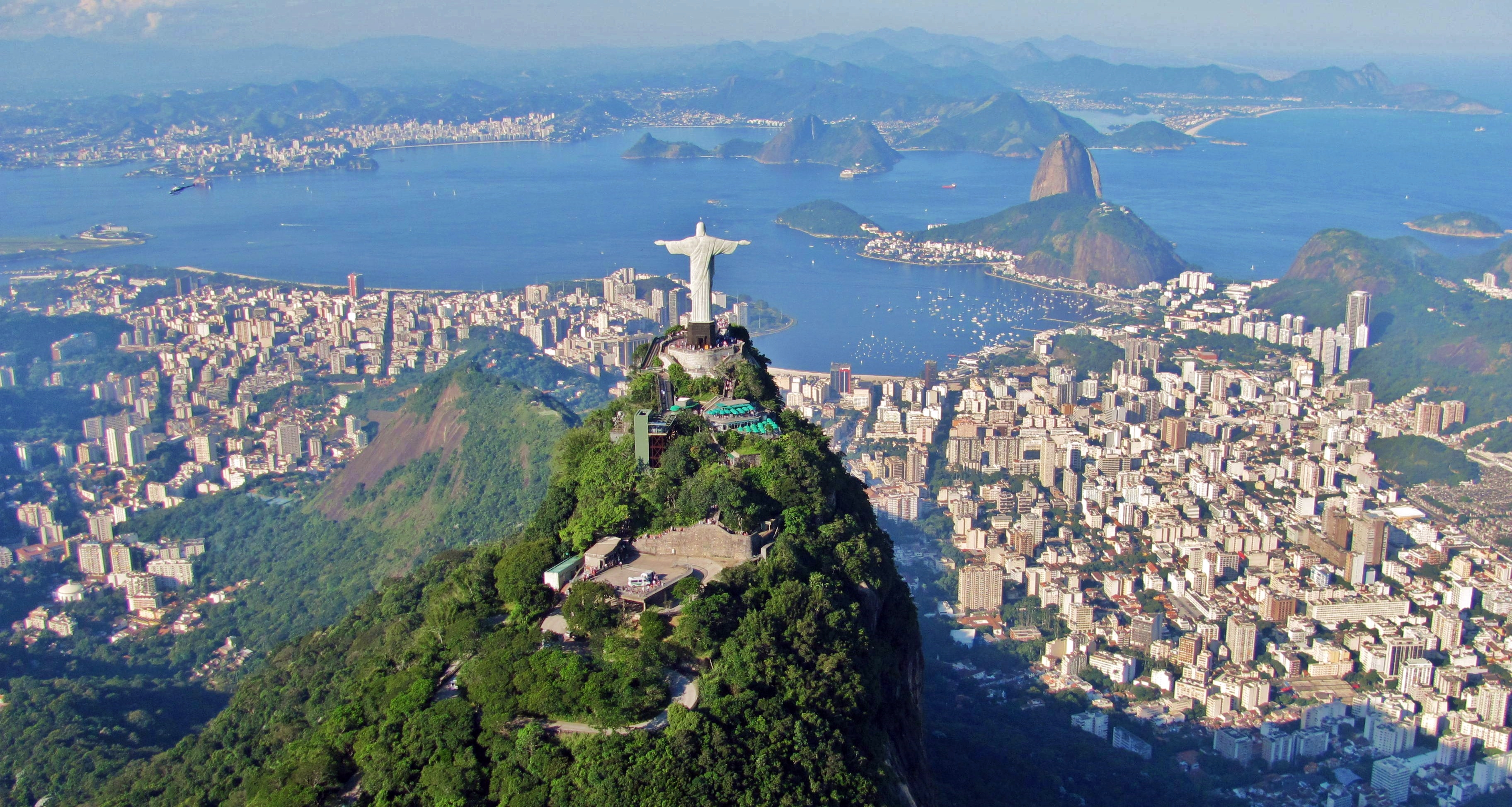
La statue de Christ Redentor, à Rio de Janeiro est un des points touristiques plus connus du Brésil.

Au Brésil, le tourisme est une activité importante dans plusieurs régions du pays. Avec 6 600 000 visiteurs étrangers en 2017, le Brésil est la deuxième destination du marché tourisme international en Amérique du Sud après l'Argentine et se classe au troisième rang en Amérique latine en termes de touristes internationaux, après le Mexique et l'Argentine.
Le Brésil offre aux touristes nationaux et internationaux une large gamme d'options, les zones naturelles étant son produit touristique le plus populaire, principalement le soleil et la plage, et les voyages d'aventure, ainsi que le tourisme historique et culturel. Parmi les destinations les plus populaires figurent les plages de Rio de Janeiro et de Santa Catarina, les plages et les dunes de la région du Nord-Est, les voyages d'affaires dans la ville de São Paulo, le tourisme culturel et historique dans le Minas Gerais, les chutes d'Iguazu et le Pantanal dans la région du Centre-Ouest.
Dans l'Indice de compétitivité des voyages et du tourisme (TTCI) 2015, une moyenne des facteurs qui évaluent si un pays est attractif pour le développement d'une industrie touristique, le Brésil s'est classé 28e parmi les 141 pays évalués, étant le troisième meilleur score du continent américain, derrière le Canada et les États-Unis. Les principaux avantages compétitifs du Brésil évalués par le TTCI sont ses ressources naturelles, un critère pour lequel le pays s'est classé premier parmi tous les pays considérés, et ses ressources culturelles, où le pays a été classé en 23e position, en raison de ses nombreux sites Patrimoine mondial. Best in Travel 2014, un classement annuel des meilleures destinations réalisé par le guide de voyage Lonely Planet, a classé le Brésil comme la meilleure destination touristique au monde en 2014.

## Destinations les plus visitées
| Position | Destin             | %    |
| -------- | ------------------ | ---- |
| 1re      | Rio de Janeiro     | 33,3 |
| 2e       | Florianópolis      | 17,0 |
| 3e       | Foz do Iguaçu      | 16,2 |
| 4e       | São Paulo          | 9,4  |
| 5e       | Armação dos Búzios | 8,0  |
| 6e       | Salvador           | 5,6  |
| 7e       | Bombinhas          | 4,8  |
| 8e       | Angra dos Reis     | 4,0  |
| 9e       | Balneário Camboriú | 3,6  |
| 10e      | Paraty             | 3,1  |

## Tourisme international

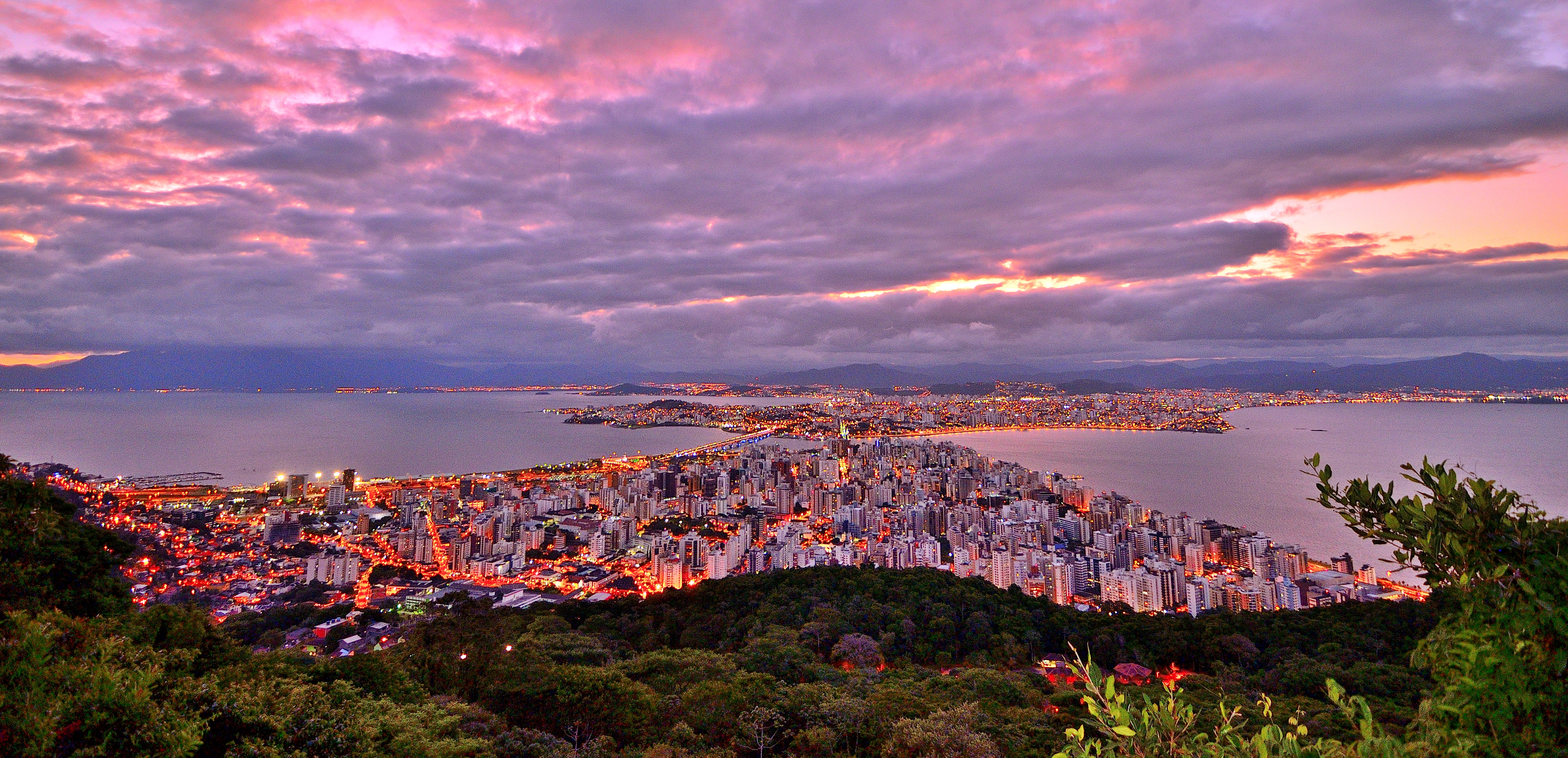
Florianópolis, la deuxième ville la plus visitée du pays.

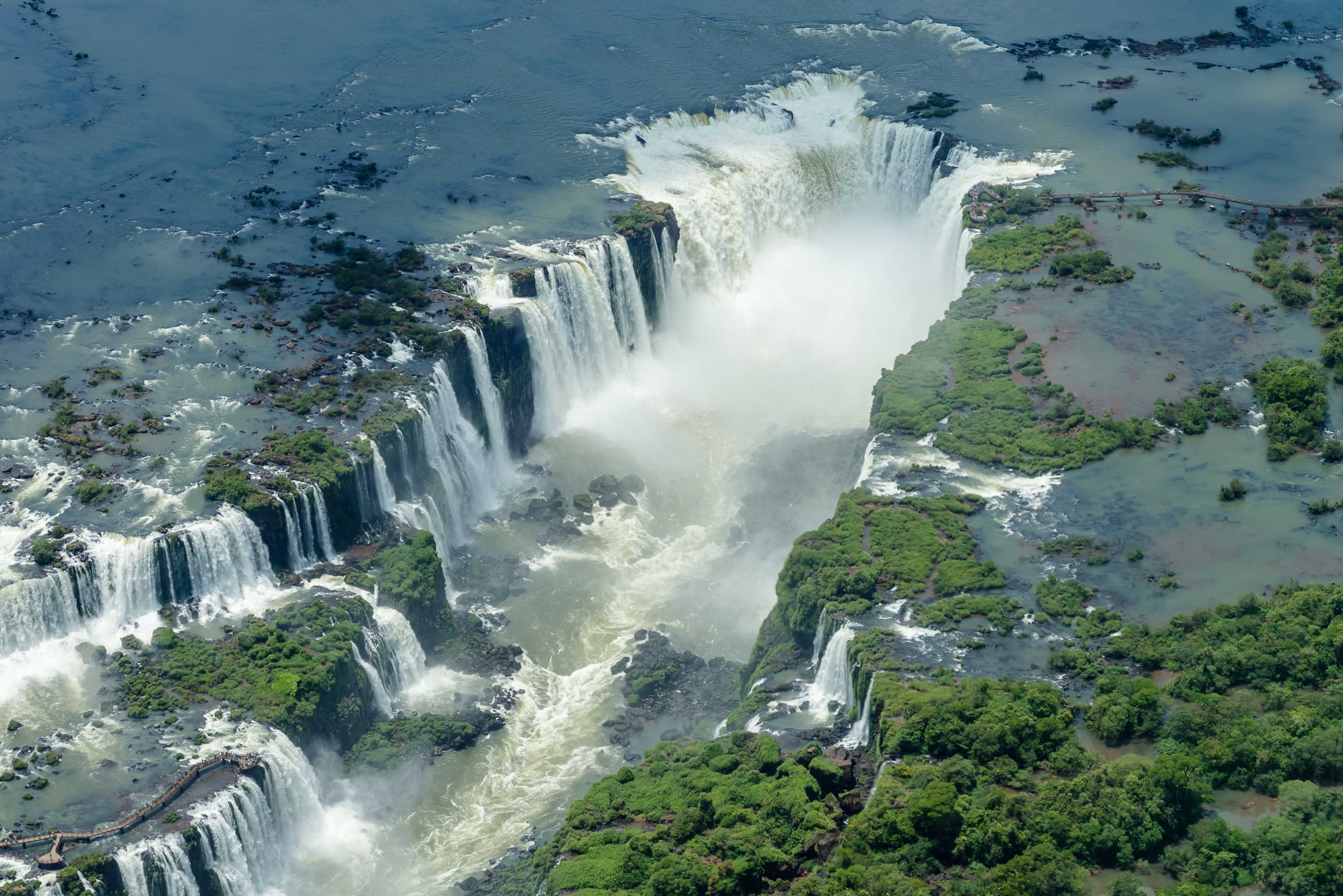
Chutes d'Iguazu, dans la triple frontière entre l'Argentine, le Paraguay et le Brésil, est la troisième destination plus cherché par les touristes étrangers qu'ils viennent au Brésil par loisir.

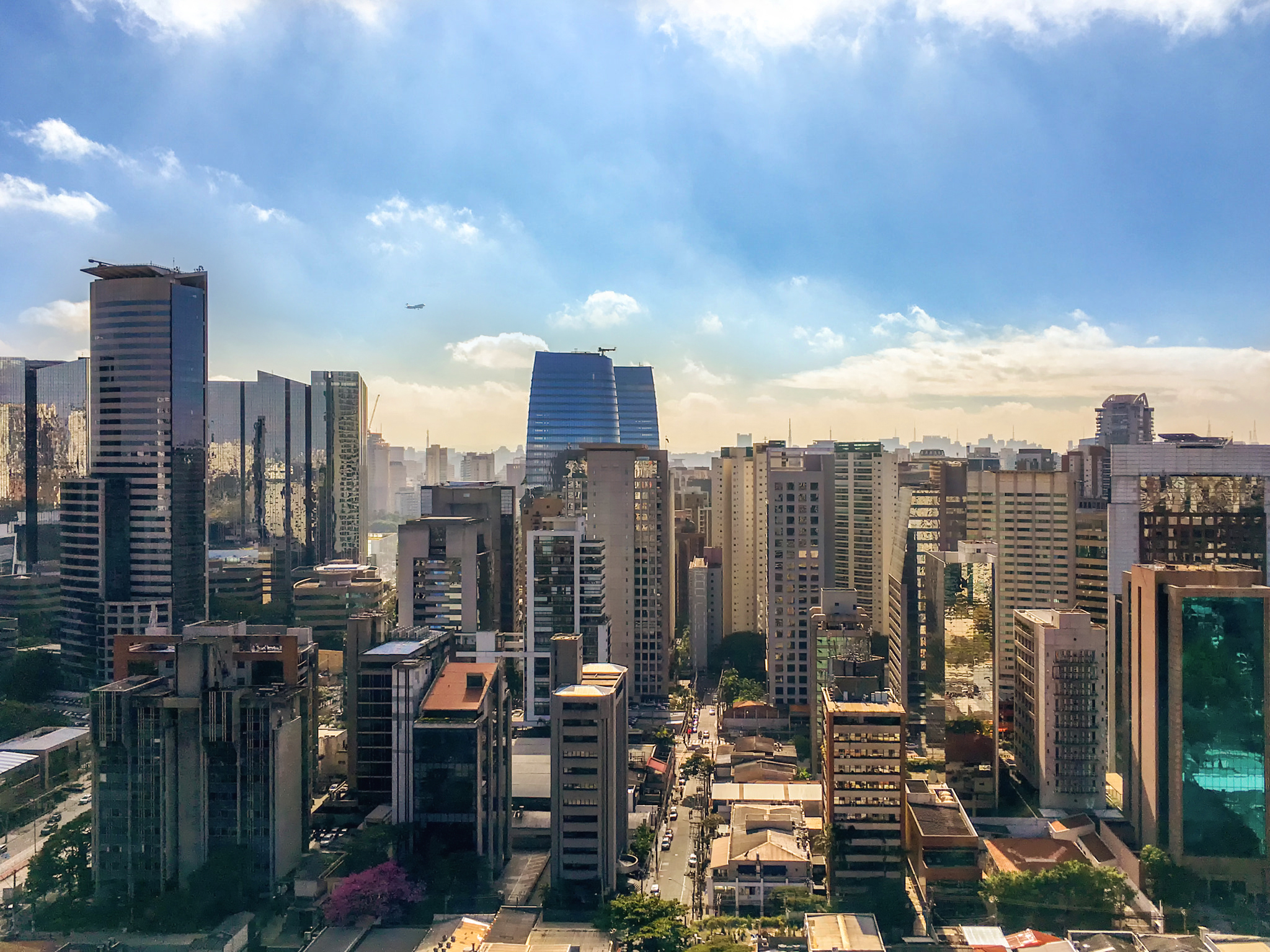
São Paulo, la capitale financière du Brésil est la quatrième la plus recherchée par les touristes

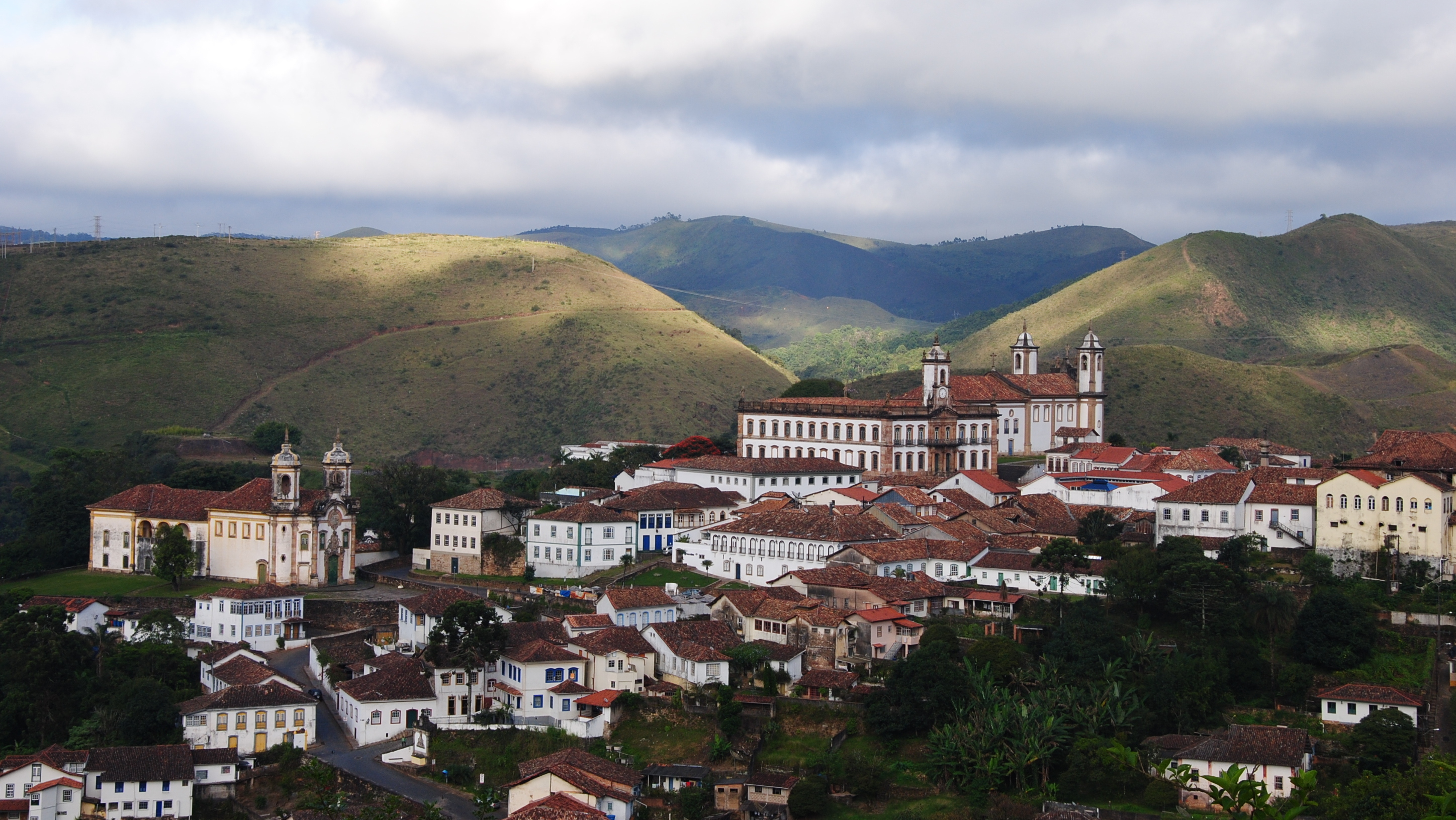
La ville coloniale d'Ouro Preto, un Patrimoine mondial, est l'une des destinations les plus populaires du Minas Gerais.

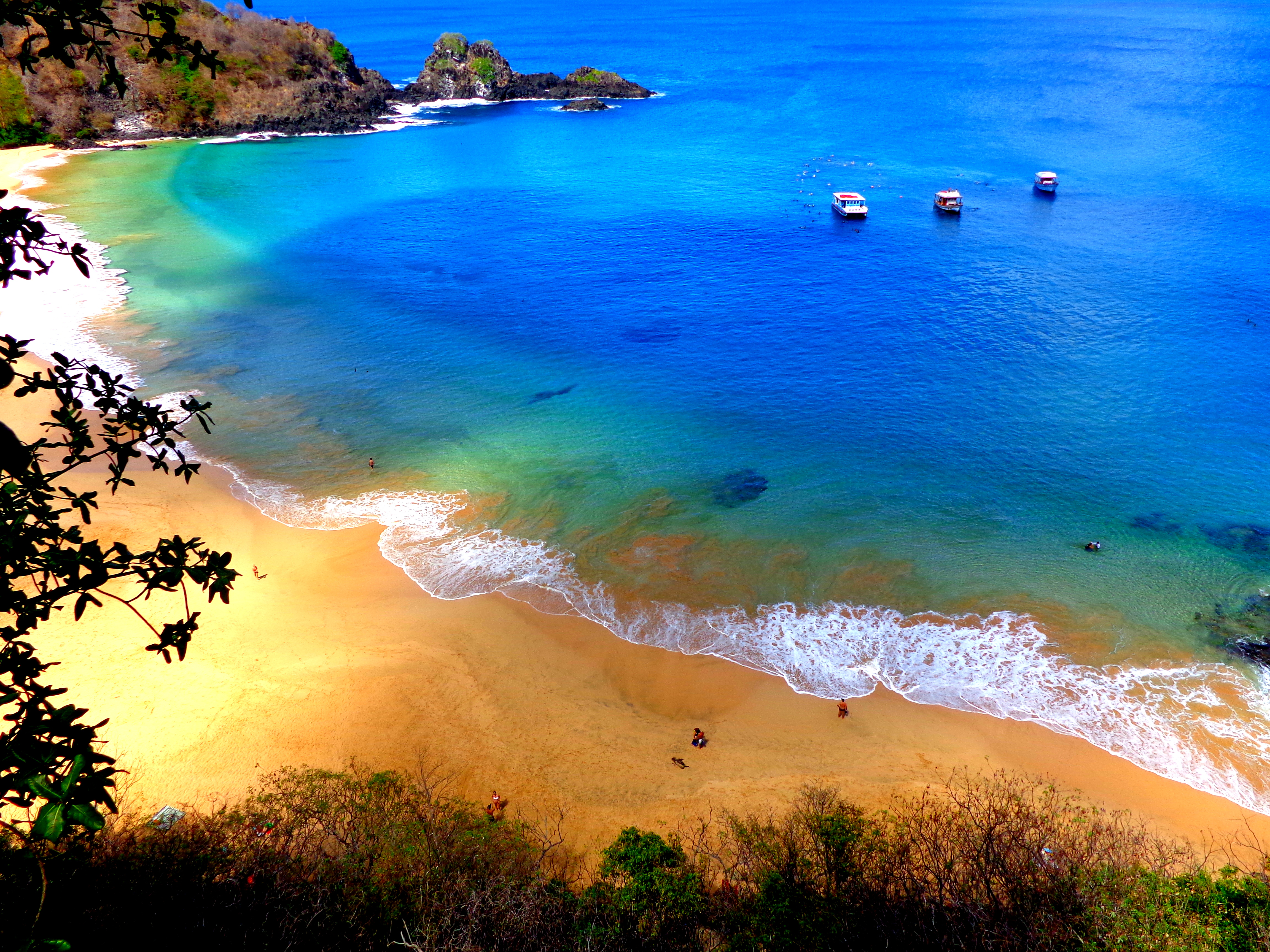
Baie de Sancho, Fernando de Noronha, élue la plus belle plage du monde par TripAdvisor.

Les dépenses des touristes étrangers visitant le Brésil ont atteint 5,8 milliards de dollars en 2008, soit 16,8% plus qu'en 2007 et le pays a représenté 3,4% du flux touristique international dans le continent américain en 2008,. En 2005, le tourisme a contribué à 3,2% du revenu national provenant des exportations de biens et services, responsables de la création de 7% des emplois directs et indirects dans l'économie brésilienne. En 2006, on estimait à 1,87 million le nombre de personnes employées dans le secteur, dont 768 000 emplois formel (41%) et 1,1 million d'emplois informels (59%).
Le tourisme intérieur représente une part fondamentale du secteur ; représentant plus de 50 millions de voyages annuelle, les revenus directs générés par le tourisme intérieur en 2010 s'élevant à 33 milliards de dollars – soit près de six fois plus ce qui est capté par le pays au titre du tourisme étranger,,
Le produit touristique brésilien se caractérise par le fait qu'il offre aux touristes brésilien et étrangers une gamme diversifiée d'options, mettant en valeur les attractions naturelles, d'aventure et historico-culturelles.
Ces dernières années, le gouvernement a concentré ses efforts sur les politiques publiques pour pouvoir développer le tourisme brésilien, en cherchant à réduire les déplacements internes, à développer l'infrastructure touristique et à former la main-d'œuvre du secteur, en plus d' augmenter considérablement l'exposition du pays à l'étranger,. L'Amazonie dans la Région Nord, le littoral dans Nordeste, le Pantanal et le Pantanal Central dans le Centre-Ouest suscitent un intérêt notable,. Le tourisme historique dans le Minas Gerais, les plages de Rio de Janeiro et les affaires à São Paulo divisent l'intérêt dans le Sud-est, et les pampas et le climat froid dans le Sud du pays.
En 2013 dans le classement du Travel & Tourisme Competitiveness Index (TTCI), qui mesure les facteurs les plus importants pour la consolidation des entreprises du secteur du tourisme dans chaque pays, le Brésil a atteint la 51e place mondiale, la quatrième parmi les pays de l'Amérique latine et la cinquième place dans les pays du continent américain. Les avantages compétitifs du Brésil pour le développement d'entreprise touristiques ont été consolidés dans le domaine des ressources humaines, ainsi que dans celui aspects culturels et naturels, dans lesquels le pays s'a classé au quatrième rang mondial en 2009, en mettant davantage l' accent sur les indicateurs liées aux ressources naturelles et culturelles, puisque, si l'on ni tient compte que de ses ressources naturelles, le Brésil occupe la deuxième place mondiale. Le rapport de TTCI souligne également que les principales lacunes du secteur touristique brésilien concernent la compétitivité de ses prix (91e place), les infrastructures de transport terrestre (110e place), et la sécurité publique (130e place sur 133 pays étudiés).
Selon l'International Congress & Convention Association (ICCA), le Brésil se classe au premier rang des pays d'Amérique latine qui reçoivent le plus d'événements internationaux par an, au deuxième rang du continent d'Amériques et au septième rang mondial, derrière les États-Unis, l'Allemagne, l'Espagne, la France, le Royaume-Uni et l'Italie, respectivement. Selon les chiffres de l'Organisation mondiale du tourisme, les efforts déployés pour développer l'activité au Brésil ont donné les résultats espérés.
Ces dernières années, comme le montre le tableau ci-dessous, les chiffres ont été un record historique pour le pays et le taux du tourisme brésilien a augmenté en 2004 et 2005 plus que dans les principaux pays du classement de l'OMT. Pourtant, en 2006, une chute a été enregistrée, maintenant le flux presque constant de touristes internationales entre 2006 et 2008,,. Toutefois, les recettes touristiques internationales continuent d'augmenter, en passant de 3,9 milliards de dollars en 2005 à 4,9 milliards en 2007 et 5,7 milliards de dollars en 2008. En 2010, la dépense de touristes étrangers en Brésil a augmenter de 11,05%, en comparaison avec le 2009. Ces résultats ont été considérées comme une grande réussite pour le secteur, principalement, en vertu de la forte valorisation du changement du réal brésilien face au dollar américain qui s'est réalisé jusqu'à août 2008, ce qui a fait du Brésil une destination plus chère pour les étrangers ; des problèmes causés par la crise aérienne dans les aéroports brésiliens, et la crise financière de Varig, tenu responsable d'un retrait de près de 400.000 touristes étrangers en 2006. Cette tendance à la croissance a changé en 2009, lorsque le nombre de visiteurs a diminué à 4.8 millions et les revenus sont tombés à 5,3 milliards de dollars à la suite de la crise économique de 2008-2009.
Bien que les recettes touristiques internationales continuent de battre des records, le nombre de touristes brésiliens à l'étranger a considérablement augmenté ces dernières années, provoquant un solde négatif par rapport aux recettes touristiques internationales dans les dépenses des Brésiliens dans l'étranger. La dépense d'échange touristique est passé de 5,764 millions de dollars américains en 2006, pour 8 211 millions de US$ en 2007 (42,45%), ce que représente un déficit en 2007 de 3 258 millions de dollars, face à 1 448 millions de dollars en 2006, c'est-à-dire, une augmentation de 125% dans le dernier an. Cette tendance croissante a été en cours depuis 2003 et c'est parce que les brésiliens profitent de la valorisation du réal pour voyager et réaliser des dépenses plus élevées à l'étranger. La proportion de Brésiliens qui ont réalisé des voyages internationaux en 2006 était de 3,9% de la population.
La plupart des touristes étrangers visitant le Brésil en 2016 étaient d'origine sud-américaine (40,99%) – principalement de l'Argentine et le Paraguay-, de l'Europe (35,17%) - principalement de la France et de l'Allemagne -, et de l'Amérique du Nord (15,16%), surtout des États-Unis. Les principaux pays d'origine des touristes étrangers qu'ont visité le Brésil en 2016 sont :

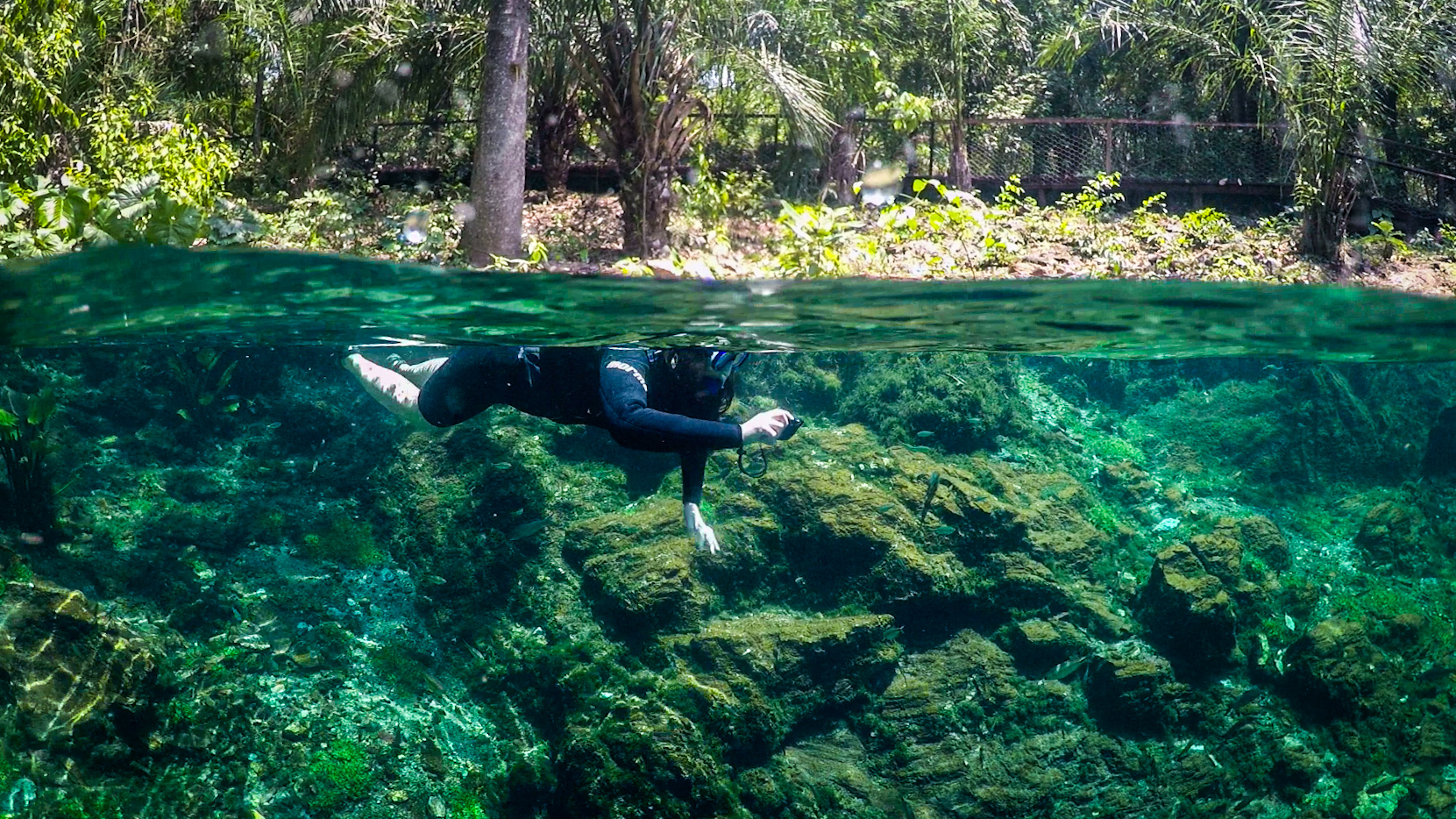
Bonito dans le Mato Grosso do Sul
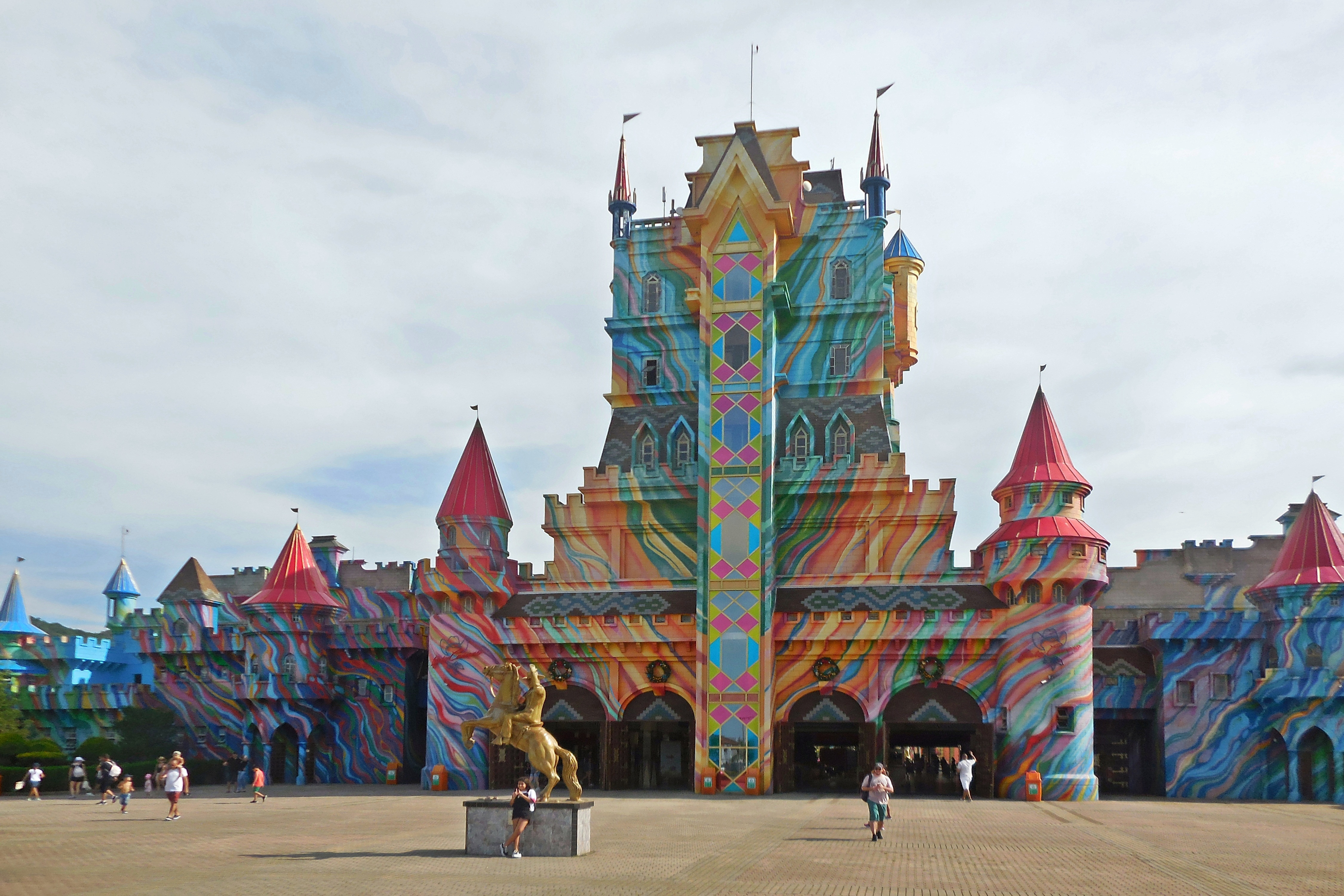
Beto Carrero World, à Santa Catarina
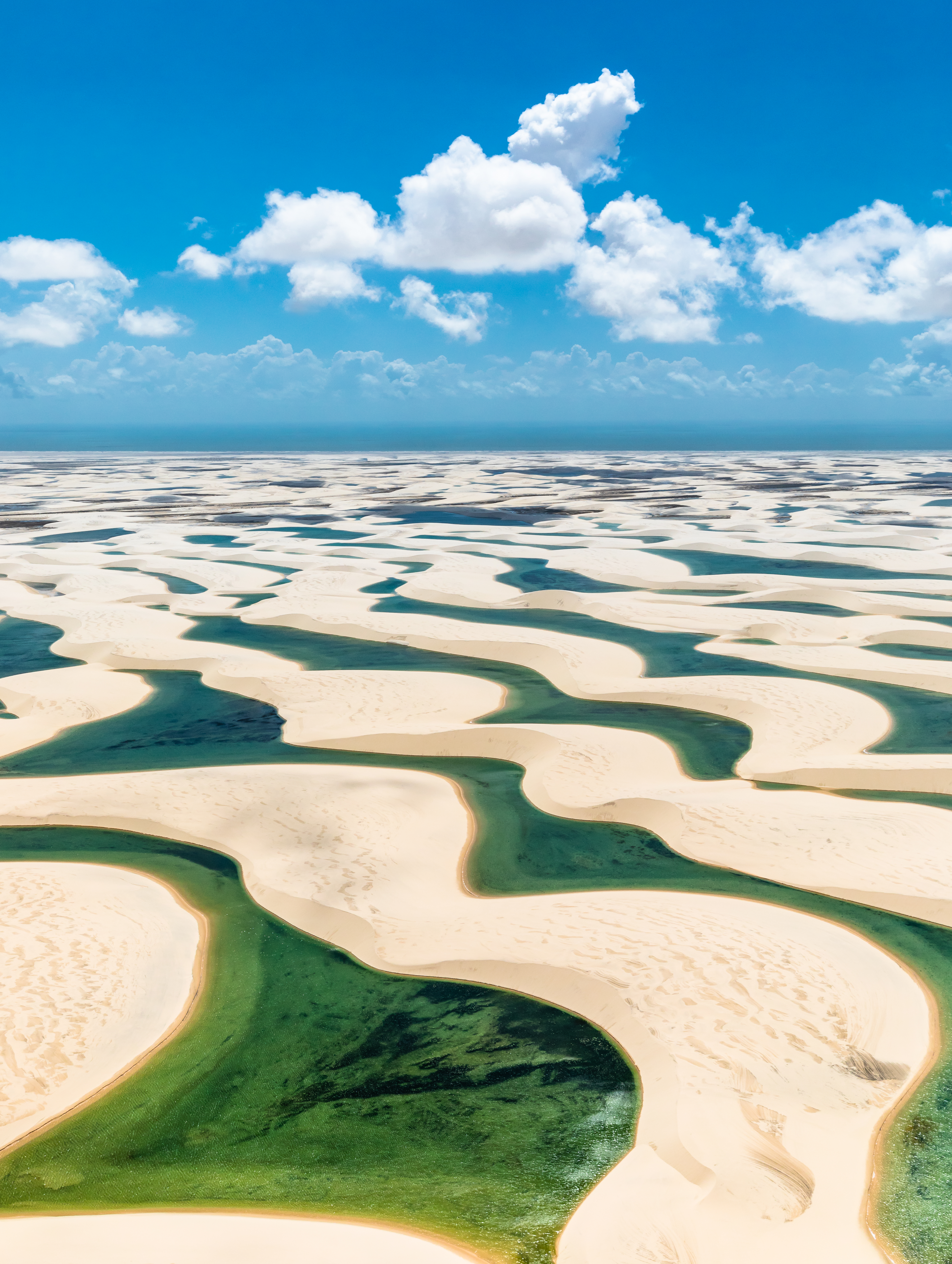
Parc national des Lençóis Maranhenses, dans le Maranhão.
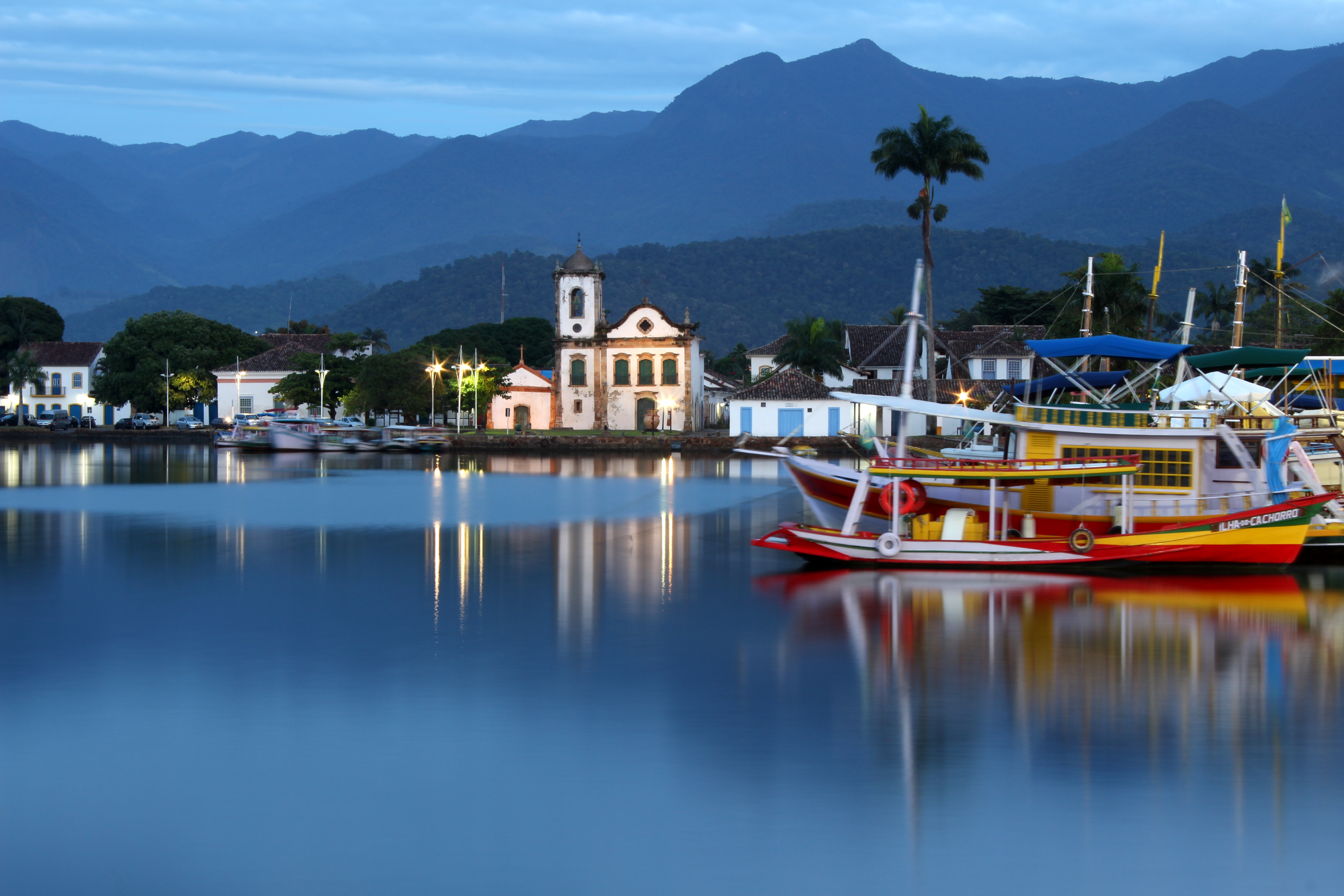
Paraty est l'une des destinations préférées des touristes nationaux et étrangers sur la côte de l'État de Rio de Janeiro.
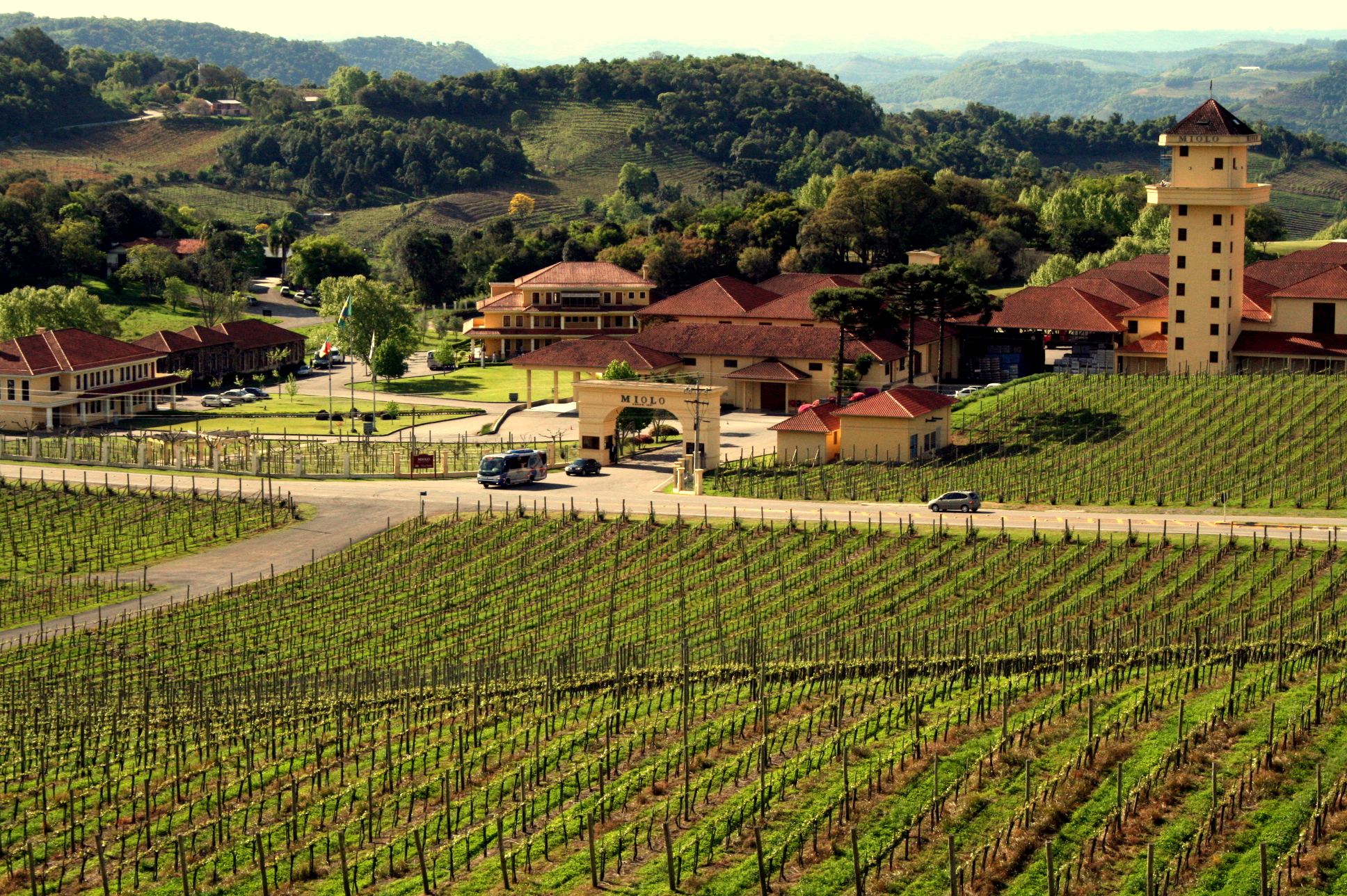
Vallée des vignobles à Bento Gonçalves, Rio Grande do Sul
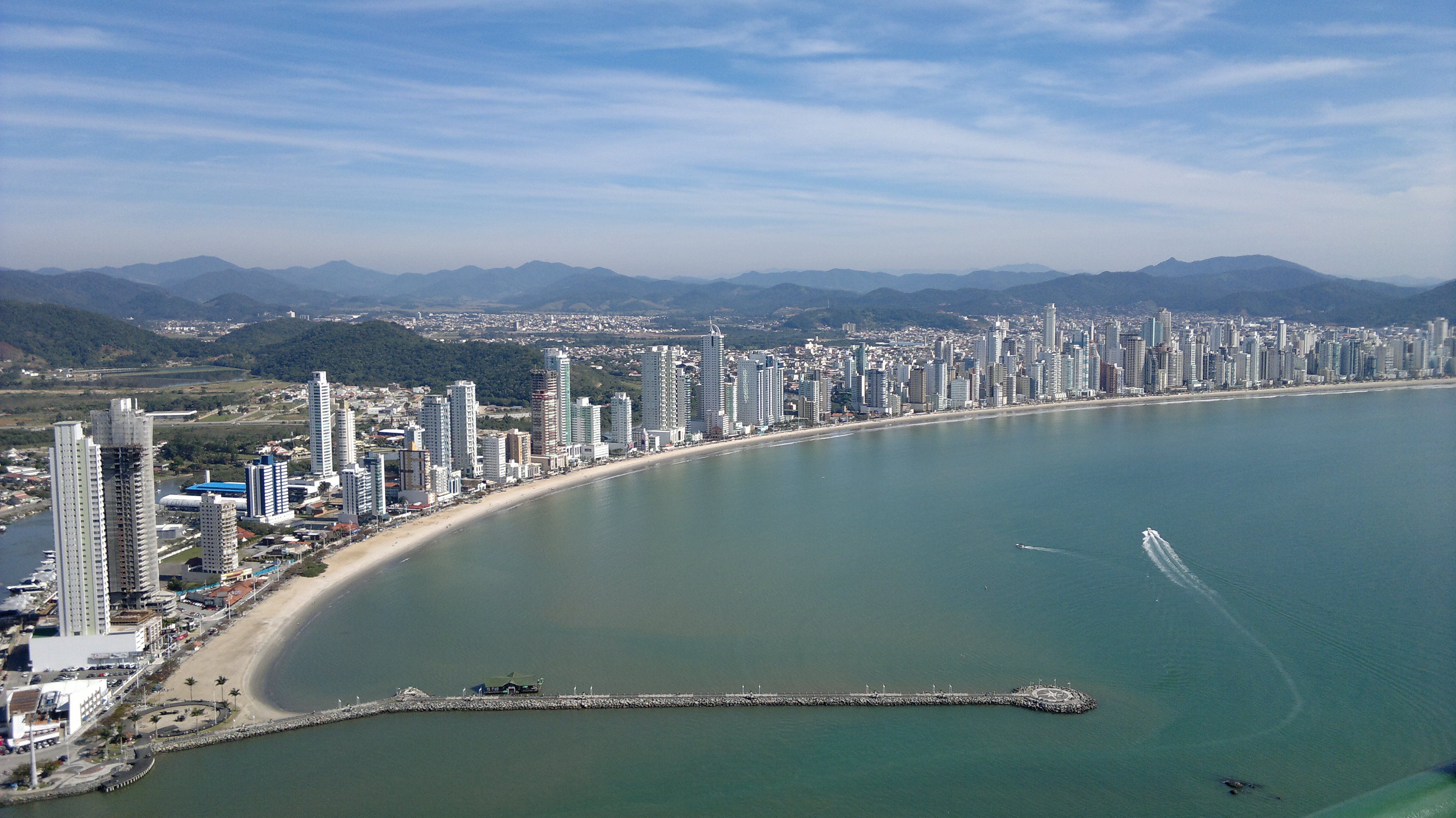
Balneário Camboriú, le "Dubaï brésilien", à Santa Catarina
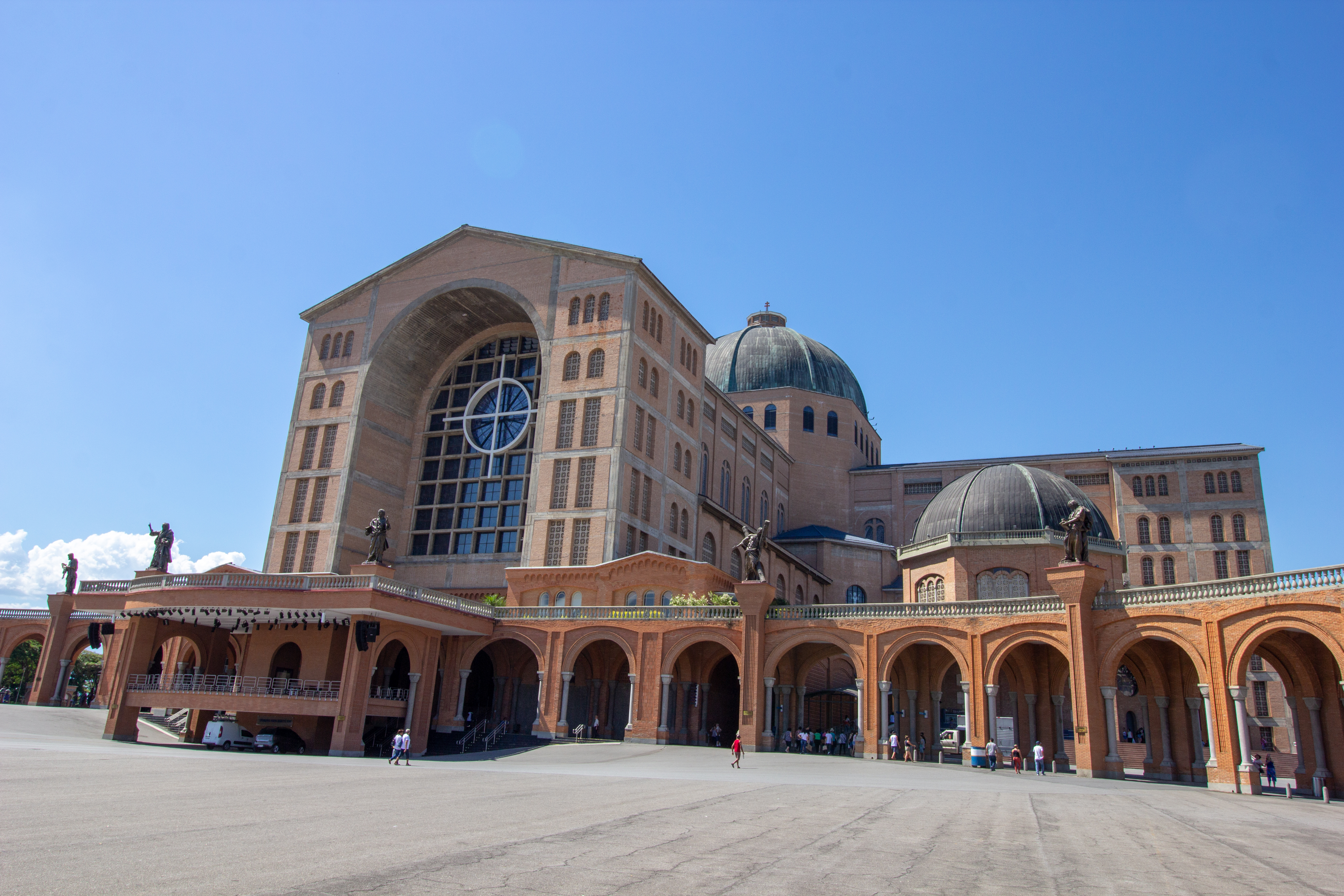
La Basilique Notre-Dame d'Aparecida est la deuxième plus grande église catholique au monde dans la zone intérieure après la Basilique Saint-Pierre de la Cité du Vatican.
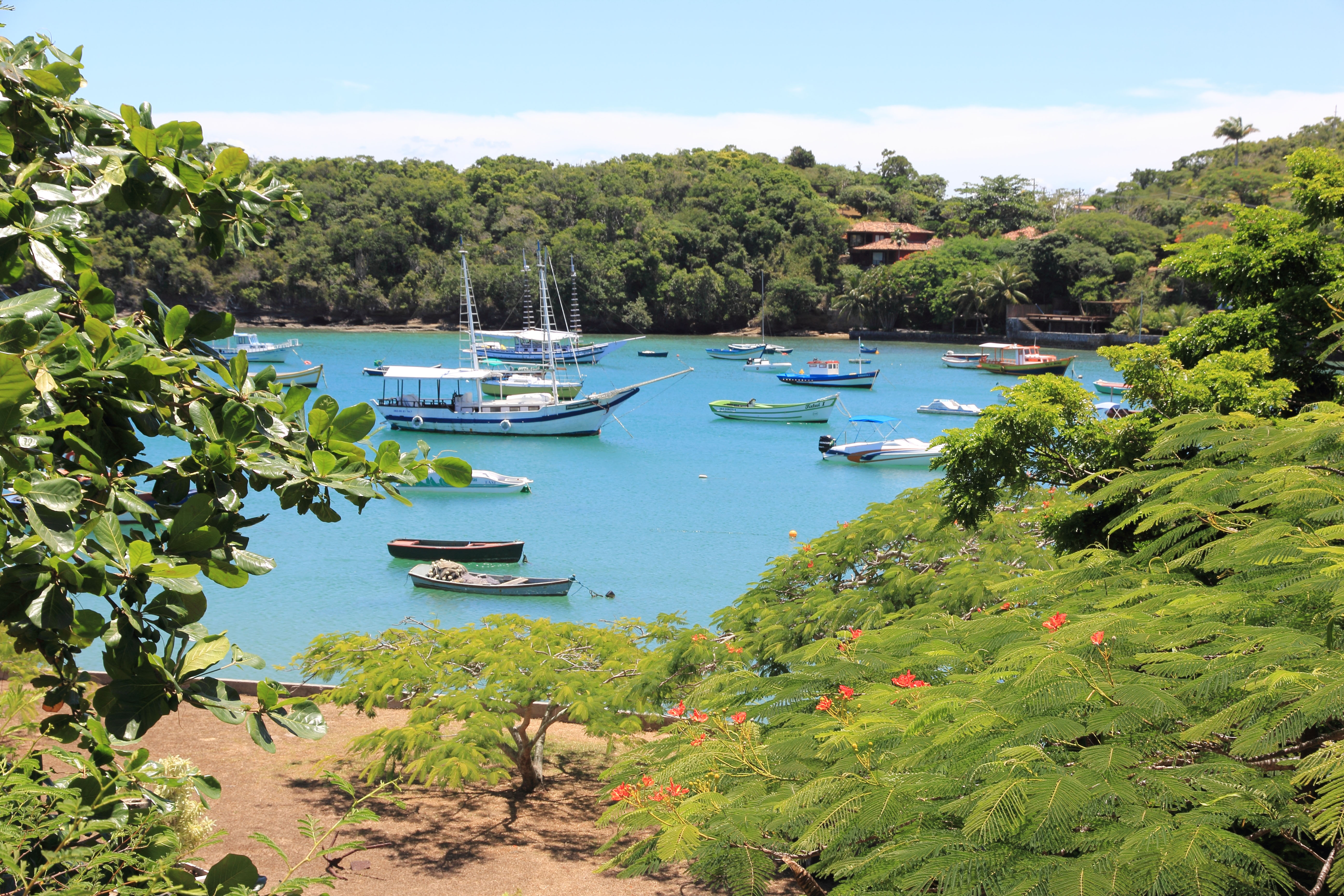
Armação dos Búzios, dans l'État de Rio de Janeiro
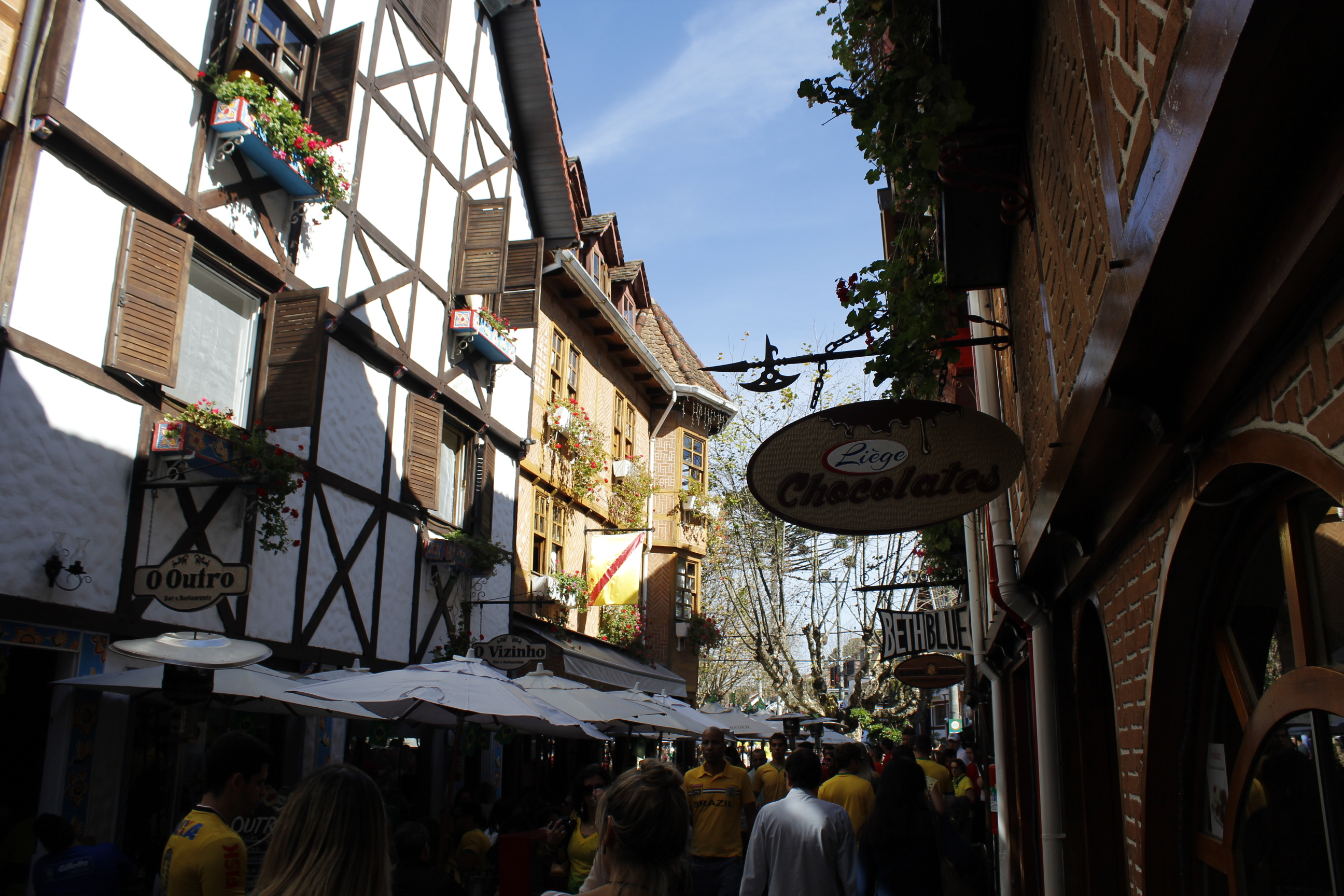
Village suisse à Campos do Jordão, État de São Paulo
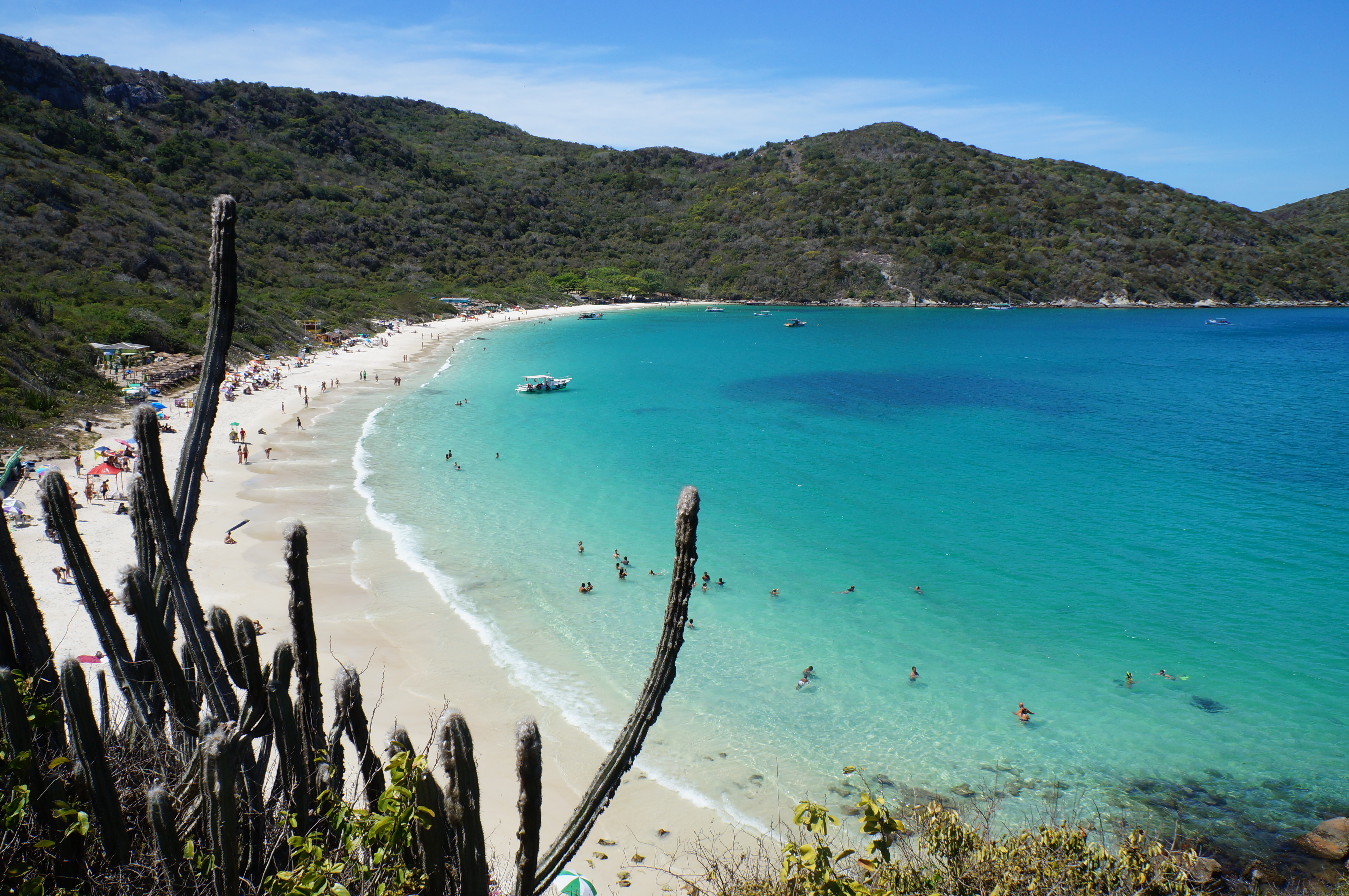
Arraial do Cabo, dans l'État de Rio de Janeiro
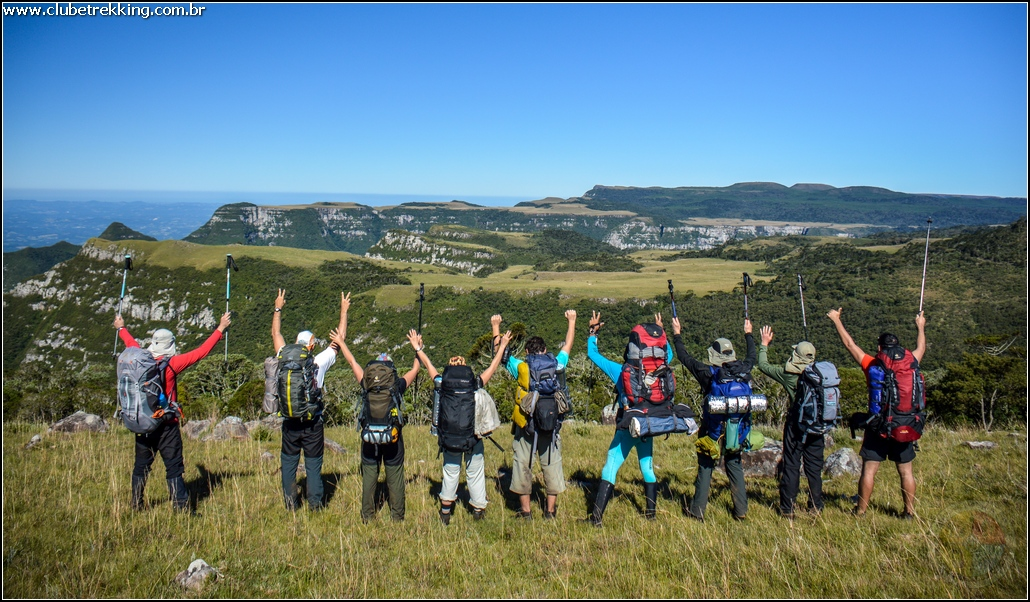
Randonnée dans la Serra do Rio do Rastro, Santa Catarina
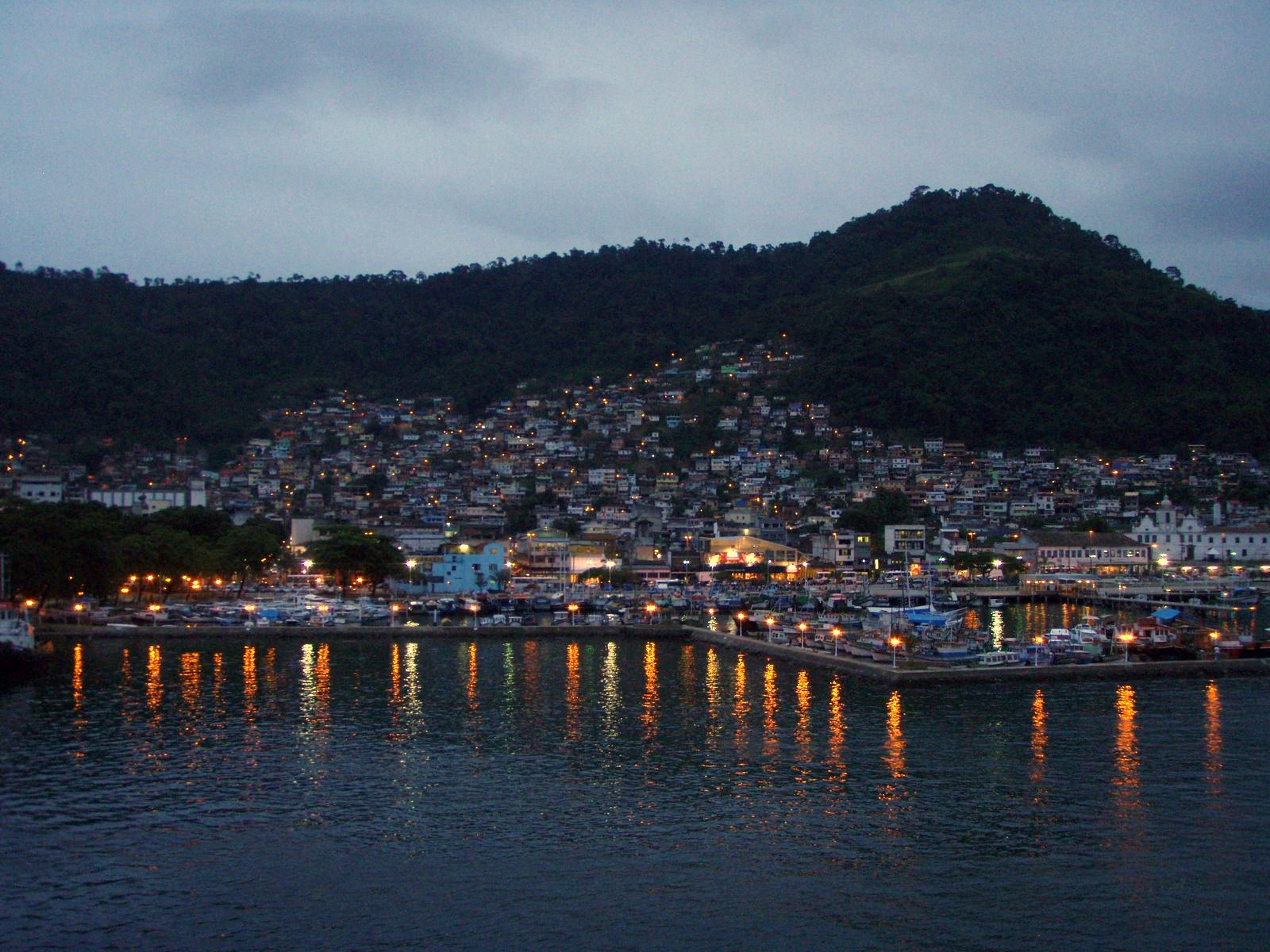
Angra dos Reis, dans l'État de Rio de Janeiro
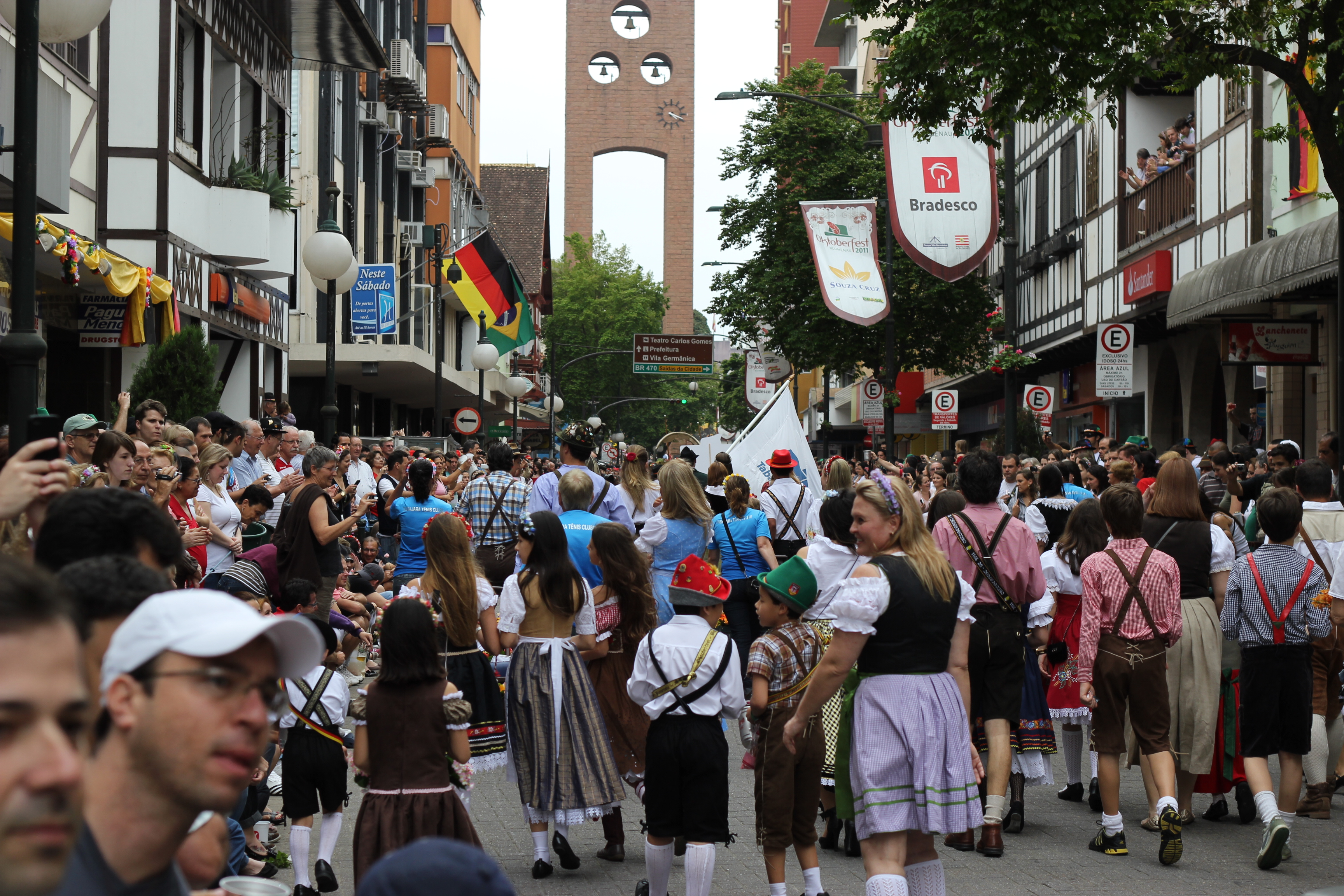
Oktoberfest de  Blumenau

Les voyages des touristes étrangers en 2005 ont été motivés en grande mesure par : les loisirs (44,4 %), conventions d'affaires et événements (29,1 %) et visite à des amis et familiers (22,6 %). En ce qui concerne le type de logement, 59,7 % sont restés dans un hôtel, posées ou Resorts, 24,3 % dans les foyers d'amis ou de la famille, et 8,1 % dans des propriétés louées. Les principaux moyens de locomotion employés pour atteindre le Brésil en 2007 ont été : le transport aérien (74,6%), le transport terrestre (22,9%) et le transport maritime (1,7%).
Ces voyages ont été principalement motivés par : Pour le segment du marché international du tourisme, en 2005, les destinations les plus choisies pour des voyages d'agrément : ont été Rio de Janeiro, São Paulo et Foz do Iguaçu, respectivement. Pour les touristes étrangers qui ont visité le Brésil pour motif d'affaires, d'événements et de conventions en 2005, les destinations les plus cherchées ont été São Paulo, Rio de Janeiro et Porto Alegre. Les recherches de EMBRATUR indiquent qu'il y a une forte concentration de voyages pour les touristes étrangers dans les villes de Rio de Janeiro et São Paulo, et dans les régions Sud-Est et Sud du pays, quelle que soit la raison.

### Comparaison avec des destinations de l'Amérique latine
Vous trouverez ci-dessous un résumé comparatif des principales statistiques touristiques du Brésil auprès des pays qui comptent parmi les destinations les plus populaires d'Amérique latine, y compris des indicateurs qui reflètent l'importance de l'activité dans leur économie, ainsi que leur potentiel ou leur attrait afin de faire des investissements ou développer des entreprises dans le secteur des voyages et du tourisme de chaque pays, reflété par l'indice de compétitivité du tourisme.

## Parcs d'attractions
En 2023, selon le classement "Meilleurs parcs d'attractions et aquatiques", du prix "Travelers' Choice", du site TripAdvisor, le Brésil comptait 4 des 25 meilleurs parcs de divertissement au monde : Beto Carrero World (2e), à Santa Catarina ; Beach Park (3e), à Ceará ; Parc Terra Mágica Florybal (13e), à Rio Grande do Sul; et Hot Park (18e), à Goiás.

## Tourisme national

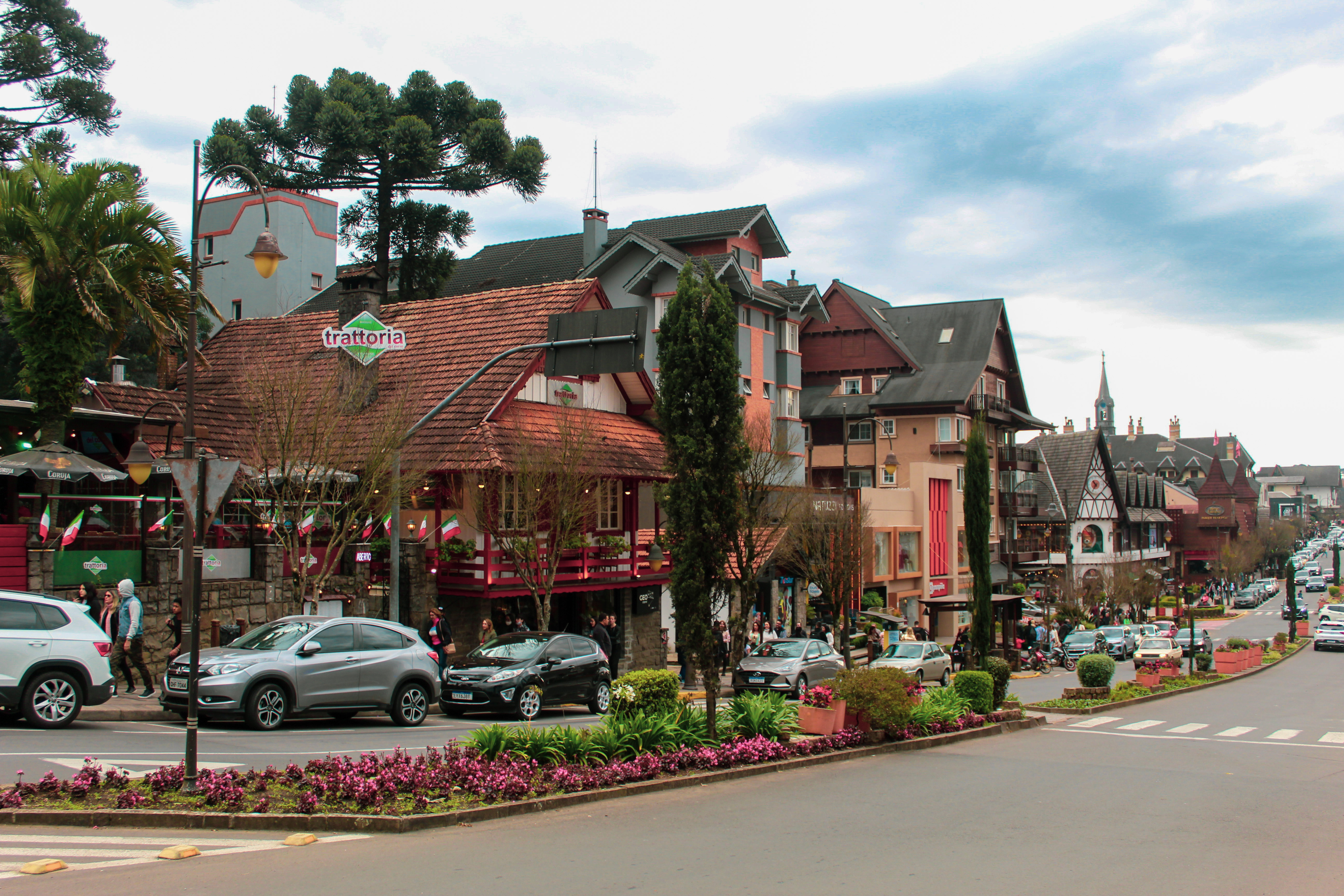
Gramado, à Rio Grande do Sul, est l'un des plus recherchés pour le tourisme intérieur au Brésil

Le tourisme intérieur représente une partie fondamentale du tourisme brésilien. Avec plus de 50 millions de voyages par an, il a généré près de dix fois plus de voyages que le tourisme international entrant et des revenus directs 5,6 fois plus élevés que ceux perçus sur le marché du tourisme international. En 2005, les principaux États d'accueil étaient São Paulo (27,7%), Minas Gerais (10,8%), Rio de Janeiro (8,4%), Bahia (7,4%) et Santa Catarina (7,2%). Les trois principaux États d'origine sont São Paulo (35,7%), Minas Gerais (13,6%) et Rio de Janeiro (8,2%). En termes de revenus générés, les principaux États sont São Paulo (16,4%) et Bahia (11,7%). Les trois principaux motifs de voyage en 2005 étaient les visites à des amis et à la famille (53,1%), le soleil et la plage (40,8%) et le tourisme culturel (12,5%).
Contrairement au tourisme international, les principaux moyens de transport utilisés pour voyager en 2005 étaient : la voiture (45,7%), le bus (25,5%), l'avion (12,1%), l'excursion ou le bus loué (7,9%) et l'auto-stop (5,2%). Une autre différence notable est le type d'hébergement. 60,2% des touristes nationaux ont séjourné chez des amis ou des parents, suivis des hôtels, auberges ou centres de villégiature (25,1%) et des logements loués (6,4%). D'autre part, les logements loués constituent une alternative importante pour les voyages dans les régions du Sud-Est et du Sud. Ces caractéristiques du tourisme intérieur expliquent pourquoi, en 2005, les dépenses moyennes des Brésiliens n'étaient que de 429 USD alors que celles des touristes internationaux étaient de 860 USD.

## Tourisme par régions

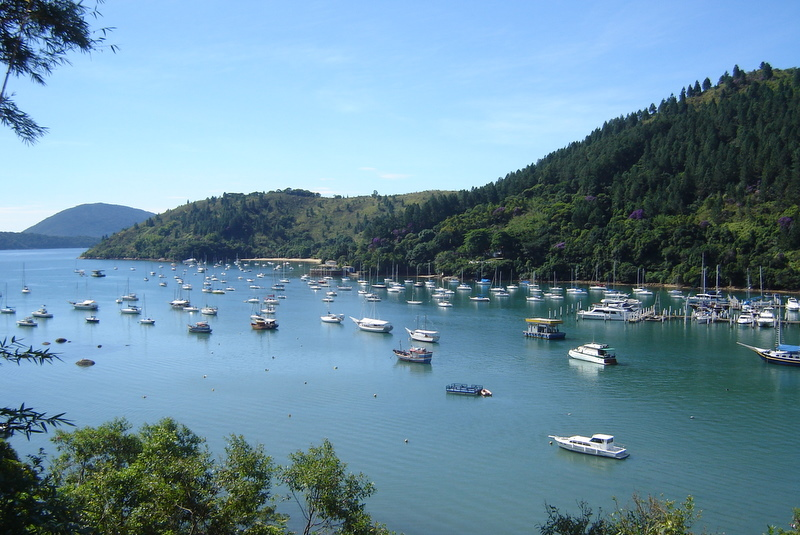
Ubatuba, à São Paulo.

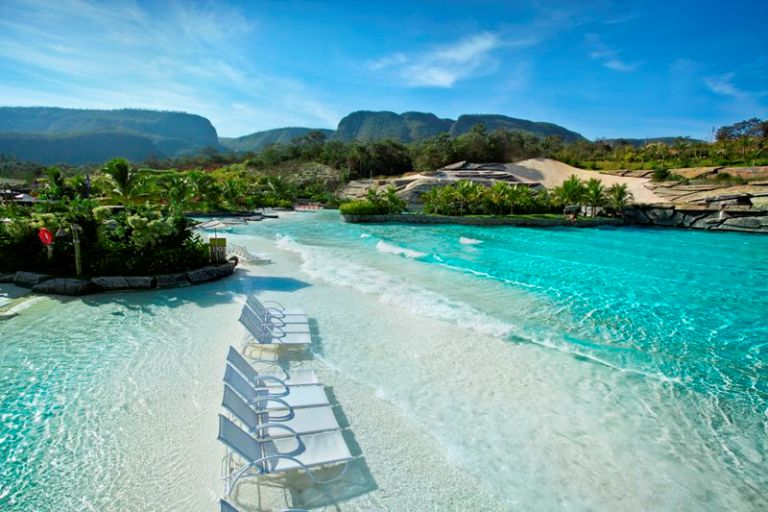
Hôtel à Caldas Novas.

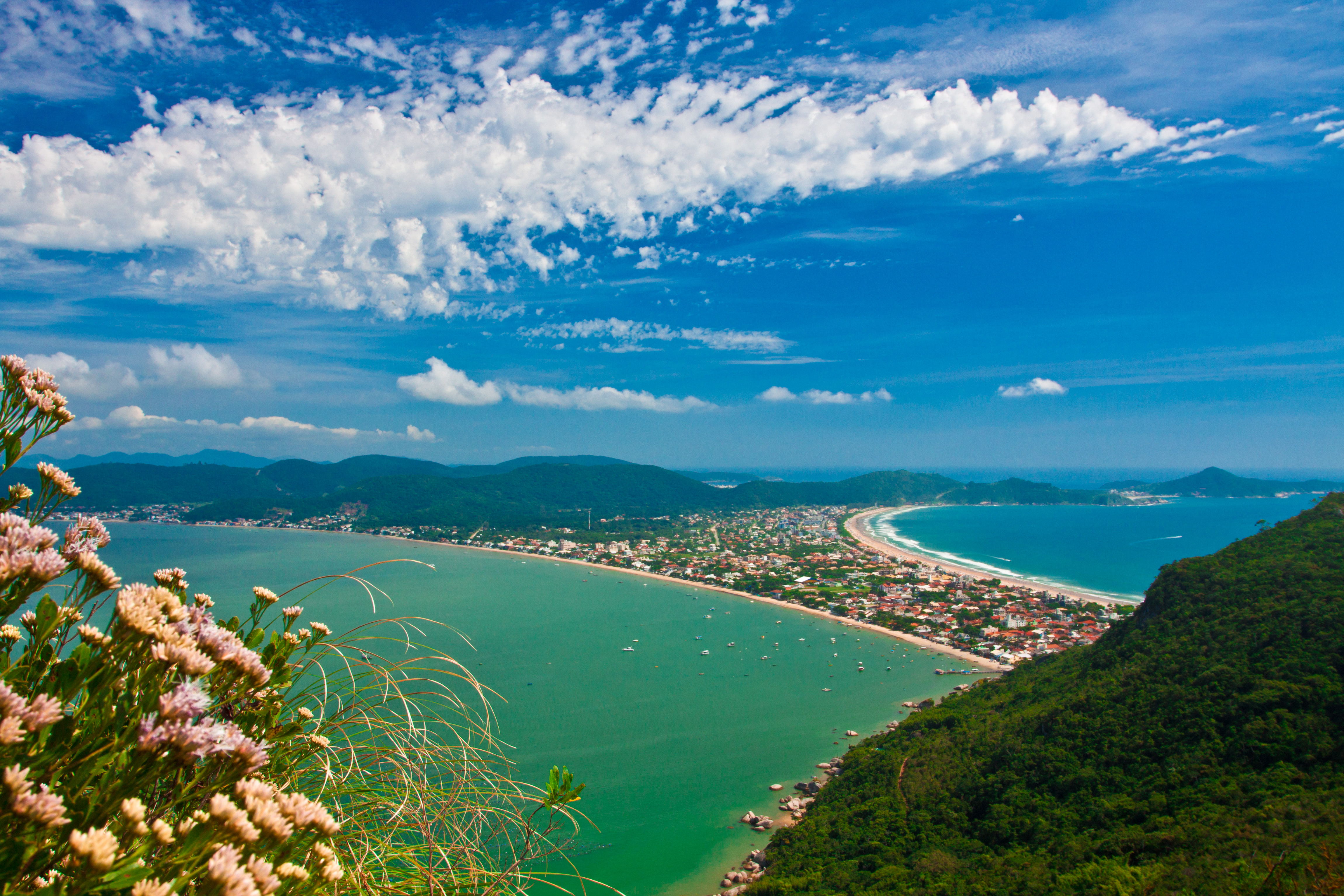
Bombinhas, septième ville la plus visitée du pays par les touristes internationaux en 2019, sur ka côte de Santa Catarina.

Le grand nombre de villes côtières dotées de belles plages contribue au développement du tourisme. De nombreux États investissent dans la construction de parcs aquatiques, de stations balnéaires et de centres d'écotourisme. Cependant, cette croissance encourage la spéculation immobilière qui, dans de nombreux cas, menace la préservation d'écosystèmes importants.
La culture du nord-est est une attraction unique pour les touristes. Dans chaque État, il existe des danses et des coutumes ancestrales qui ont été préservées. Les revenus de la dentelle et la poterie sont les formes d’artisanat les plus traditionnelles de la région. Selon le livre Guinness des records, le carnaval de Salvador est la plus grande fête populaire du monde. Les festivités de la Saint-Jean à Caruaru (PE) et Campina Grande (PB) sont les plus populaires du pays pendant la saison. Le Nord-Est est la région brésilienne qui compte le plus grand nombre d'éléments du Patrimoine culturel de l'humanité, un titre accordé par l'UNESCO. Parmi eux figurent la ville d'Olinda (PE), São Luís (MA) et le centre historique de Pelourinho, à Salvador (BA).
Il y a aussi le parc national de Serra da Capivara, à Piauí, l'un des plus importants sites archéologiques du pays. Le carnaval reste l'événement qui attire le plus de touristes, notamment à Salvador, Olinda et Recife. La capitale de Bahia reçoit près de deux millions de touristes à cette époque de l'année.
Selon l'étude "Habitudes de consommation des touristes brésiliens en 2009", réalisée par Vox Populi en novembre 2009, Bahia est la destination touristique préférée des Brésiliens, puisque 21,4 % des touristes qui ont l'intention de voyager dans les deux prochaines années choisiront cet État. Cet état a un grand avantage sur le deuxième, Pernambouc, avec 11,9%. Les deux premières places de la recherche se trouvent dans cette région.
Les autres grands sites nationaux et mondiaux sont Fernando de Noronha, avec ses merveilleux paysages naturels et sa mer cristalline, où vivent les célèbres dauphins sauteurs, et le parc national Lençóis Maranhenses, un paradis écologique de 155 000 hectares de dunes, de rivières, de lacs et de mangroves, situé au nord-est de l'État de Maranhão, qui occupe une superficie de 270 km de dunes formées par la combinaison des vents.
Actuellement, trois États du Nord-Est (Maranhão, Ceará et Piauí) se sont associés dans un projet visant à former un "paquet" de sites touristiques sur les côtes des trois États. Les principaux lieux sont : Barreirinhas - MA, Delta do Parnaíba et Luís Correia - PI et Jericoacoara - CE.